# 宮宇地美穂
宮宇地 美穂（みやうち みほ、1975年〈昭和50年〉6月22日 - ）は、西日本放送(RNC)に所属するアナウンサー。香川県高松市出身。東海大学文学部広報学科卒業。血液型AB型。
RNCが運営するRNCアナウンスカレッジの第1期卒業生。

## 現在の出演番組
- シアワセ気分
- RNC news every.（耳より百花コーナー）

## 過去の出演番組
- 君の出番だ!
- RNCワイドニュースプラス1
- RNC Newsリアルタイム（月曜料理コーナー）
- いまこれ
- いまこれTV